# Asphodel Records
La Asphodel Records (Asphodel Ltd) era un'etichetta discografica indipendente con base a San Francisco.  L'etichetta deve il suo name ai fiori mitologici che fioriscono attorno allo Stige, nell'Ade.  Fondata da Mitzi Johnson nel 1992, è stata citata da Rolling Stone tra le dieci etichette più influenti d'America. Il campo di produzione della Asphodel spazia tra turntablism, electronica, ambient, illbient, musica elettroacustica, trip hop, spoken word, noise music, techno e lounge.
Fra gli artisti che hanno militato per la Asphodel si contano Ann Magnuson, Badawi, Biosphere, Byzar, Christian Marclay, Curtis Roads, Daniel Menche, David Darling, DJ Spooky, Janek Schaefer, Jeff Greinke, Ken Nordine, K.K. Null, Maryanne Amacher, Mix Master Mike, Naut Humon, Otomo Yoshihide, Rhythm & Sound, Richard Devine, Robert Rich, Ryūichi Sakamoto, Steve Roach, Tipsy, Vidna Obmana, We™, X-Ecutioners, Yasunao Tone e Zeitkratzer.